# Giri/Haji
Giri/Haji (Japans: 義理/恥, Nederlands: Plicht/Schaamte) is een Britse misdaadserie uit 2019 van bedenker Joe Barton. De serie werd na een seizoen geannuleerd door de BBC en Netflix.

## Verhaal
De Japanse politiedetective Kenzo Mori krijgt de opdracht om van Tokio naar Londen te reizen om er zijn broer Yuto op te sporen. Yuto, van wie men vermoedde dat hij gestorven was, wordt er immers van verdacht een lid van de Yakuza te hebben vermoord. Tijdens zijn verblijf in Londen leert Kenzo onder meer de Britse politie-instructrice Sarah Weitzmann en de Japans-Britse sekswerker Rodney Yamaguchi kennen.

## Rolverdeling
| Acteur / actrice    | Personage        |
| ------------------- | ---------------- |
| Takehiro Hira       | Kenzo Mori       |
| Kelly Macdonald     | Sarah Weitzmann  |
| Yōsuke Kubozuka     | Yuto Mori        |
| Will Sharpe         | Rodney Yamaguchi |
| Aoi Okuyama         | Taki Mori        |
| Masahiro Motoki     | Fukuhara         |
| Charlie Creed-Miles | Connor Abbot     |
| Justin Long         | Ellis Vicker     |
| Sophia Brown        | Donna Clark      |
| Yūko Nakamura       | Rei              |
| Mitsuko Oka         | Natsuko          |
| Tony Pitts          | Steve Angling    |

## Productie
In mei 2017 werd de serie van bedenker Joe Barton aangekondigd als een nieuwe productie voor televisiezender BBC One. Een jaar later raakte bekend dat de reeks op zusterzender BBC Two zou uitgezonden worden. Het hoofdpersonage van de serie werd geïnspireerd door een Japanse politiedetective van middelbare leeftijd die, net als Bartons vriendin, een masteropleiding criminologie volgde aan University College London. De namen van de personages Fukuhara en Saburo nam Barton over van de Japanse films Adrift in Tokyo (2007) en Ran (1985).
In juli 2018 werd bericht dat Kelly Macdonald een hoofdrol in de serie zou vertolken. Een maand later gingen de opnames in Londen van start en werd de rest van de cast onthuld. Er werd verder ook gefilmd in Hastings en Tokio.

### Release en annulering
Op 17 oktober 2019 ging de reeks in première op BBC Two. Buiten het Verenigd Koninkrijk werd de serie uitgebracht door Netflix. De reeks ging op 10 januari 2020 in première op de streamingdienst.
Giri/Haji ontving overwegend positieve recensies. Op Rotten Tomatoes heeft de serie een waarde van 100% en een gemiddelde score van 9,2/10, gebaseerd op 24 recensies. Op Metacritic heeft de serie een gemiddelde score van 76/100, gebaseerd op vier recensies. Giri/Haji ontving ook drie BAFTA-nominaties, waarvan het er een kon verzilveren. Desondanks raakte in september 2020 bekend dat zowel de BBC als Netflix geen tweede seizoen van de serie wilde.

## Afleveringen
| Afl. | Titel       | Regie         | Scenario   | Première         |
| ---- | ----------- | ------------- | ---------- | ---------------- |
| 1    | "Episode 1" | Julian Farino | Joe Barton | 17 oktober 2019  |
| 2    | "Episode 2" | Julian Farino | Joe Barton | 24 oktober 2019  |
| 3    | "Episode 3" | Julian Farino | Joe Barton | 31 oktober 2019  |
| 4    | "Episode 4" | Julian Farino | Joe Barton | 7 november 2019  |
| 5    | "Episode 5" | Ben Chessell  | Joe Barton | 14 november 2019 |
| 6    | "Episode 6" | Ben Chessell  | Joe Barton | 21 november 2019 |
| 7    | "Episode 7" | Ben Chessell  | Joe Barton | 28 november 2019 |
| 8    | "Episode 8" | Julian Farino | Joe Barton | 5 december 2019  |

## Prijzen en nominaties
| Jaar | Prijs        | Categorie                  | Genomineerde(n)          | Uitslag     |
| ---- | ------------ | -------------------------- | ------------------------ | ----------- |
| 2020 | BAFTA Awards | Beste dramaserie           | Sister Pictures, BBC Two | Genomineerd |
| 2020 | BAFTA Awards | Beste acteur               | Takehiro Hira            | Genomineerd |
| 2020 | BAFTA Awards | Beste acteur in een bijrol | Will Sharpe              | Gewonnen    |